# Sinecologie
Sinecologia, sau ecologia comunităților, este o ramură a ecologiei, ce studiază distribuția, raporturile și interacțiunile dintre indivizii, ce aparțin unor specii diferite, în cadrul unei comunități biologice.